# 마야 아일랜드 항공
마야 아일랜드 항공(영어: Maya Island Air)은 벨리즈의 항공사로 허브 공항은 필립 S.W. 골드슨 국제공항이 있다.

## 역사
벨리즈의 옛 수도이자 벨리즈구의 행정 중심지인 벨리즈시티(영어: Belize City)를 근거지로 한 항공사로, 1961년 운항을 중단한 영국 온두라스 항공(영어: British Honduras Airway)의 뒤를 이어 1962년 마야 항공(영어: Maya Airways)으로 설립하였다. 1997년 12월 아일랜드 항공과 합병해 현재의 사명으로 변경했다.

## 보유 기종

### 세스나 캐러밴
- 세스나 캐러밴 182S 1대
- 세스나 캐러밴 208B 7대

### ATR
- ATR 72-200 12대

### 브리튼 노던
- 브리튼 노던 BN2A 아일랜드 3대